# 戸野みちゑ
戸野 みちゑ（戸野 美知恵、との みちえ、1870年3月8日（明治3年2月7日） - 1944年（昭和19年）12月13日）は、明治から昭和期の教育者。旧姓・西里。

## 経歴
京都府で西里了観の長女として生まれる。京都府高等女学校を経て、1890年に東京女子高等師範学校本科を第一回生として卒業。1893年、戸野周二郎と結婚した。京都府師範学校、彦根町立高等女学校、奈良県立奈良高等女学校、愛知県名古屋高等女学校、長野町立長野高等女学校などの教諭を歴任。
1902年、母校の東京女子高等師範学校の教諭に就任。同年9月、夫が清国湖北省武昌の湖北師範学堂・総教習として招かれ、戸野も同地での幼稚園事業の教習として招聘され、1903年秋に戸野、丹雪江、武井ハツら日本人3名が渡清して準備を行い、1904年2月、中国初の公的幼児教育施設「湖北幼稚園」が正式に開園し、戸野が園長に就任した。日本の「幼稚園保育及設備規程」（1899年制定）を元に作成した「湖北幼稚園開弁章程」は、中国における公的な幼児・女子教育制度の先鞭となった。園長を2年間務めて1905年に帰国した。
1909年に中村高等女学校（現在の中村中学校・高等学校）初代校長に就任。
1915年、女子美術学校（現在の女子美術大学）教頭に就任し、翌年から佐藤高等女学校（現在の女子美術大学付属高等学校・中学校）校長を兼ねた。1922年、十文字こと、斯波安とともに文華高等女学校（現在の十文字中学校・高等学校）を創設し、1935年まで校長を務めた。
1923年の関東大震災直後には、東京女子高等師範学校校友会「櫻蔭会」をまとめ、翌1924年の櫻蔭女学校（現在の桜蔭中学校・高等学校）設立の中心的役割を担った。
女子美術専門学校理事・校務監督・講師。その他、生活改善中央会理事、少年保護婦人協会評議員なども歴任。
1944年12月、病により死去し、熱海市において戦時下のため近親のみで葬儀が執り行われた。

## 著作
- 『校外読本 新日本』第一編、国定教科書共同販売所、1908年。
- 吉岡郷甫閲、教育資料研究会編『校外読本 新日本』第二編、学海指針社、1905年。
- 『校外読本 新日本』第三編、国定教科書共同販売所、1908年。
- 『校外読本 新日本』第四編、国定教科書共同販売所、1908年。
- 近藤正一共著『実用女子作文全書』博文館、1911年。

## 親族
- 夫 戸野周二郎（教員・東京市助役・四日市市長）[4]